# Guerrilla Warfare (альбом)
Guerrilla Warfare — второй студийный альбом американской хип-хоп-группы Hot Boys, выпущенный 27 июля 1999 года лейблами Cash Money Records и Universal Records. Пластинка была записана на Circle House Studios в Майами, Флорида и спродюсирована Big Tymers, дуэтом Мэнни Фреша и Baby.
По словам Turk, Guerrilla Warfare был записан за неделю. Альбом дебютировал на 5-м месте в Billboard 200 и на 1-м месте в Top R&B/Hip-Hop Albums, разойдясь тиражом 142 000 копий за первую неделю. В отличие от дебютной пластинки, Guerrilla Warfare получил высокие оценки критиков. Всего было продано более полутора миллионов копий, что стало лучшим показателем в истории группы и принесло платиновый сертификат Американской ассоциации звукозаписывающих компаний (RIAA).
Заглавный сингл We On Fire занял 49-е место в чарте Hot R&B/Hip-Hop Singles, а I Need A Hot Girl — 65-е место в Billboard Hot 100.

## Список композиций
Данные песен приведены согласно Discogs
| №                   | Название                                   | Длительность |
| ------------------- | ------------------------------------------ | ------------ |
| 1.                  | «Intro (Hot & Spicy)» (feat. Mannie Fresh) | 2:01         |
| 2.                  | «We On Fire»                               | 4:11         |
| 3.                  | «Respect My Mind»                          | 4:43         |
| 4.                  | «Help» (B.G.)                              | 5:18         |
| 5.                  | «Ridin’»                                   | 4:59         |
| 6.                  | «Off Tha Porch» (скит)                     | 1:18         |
| 7.                  | «Get Out Tha Way»                          | 5:07         |
| 8.                  | «Clear Tha Set» (Lil Wayne)                | 3:55         |
| 9.                  | «I Feel»                                   | 4:20         |
| 10.                 | «Boys At War»                              | 5:36         |
| 11.                 | «You Dig» (Juvenile)                       | 3:57         |
| 12.                 | «I Need a Hot Girl» (feat. Big Tymers)     | 4:52         |
| 13.                 | «Tuesdays & Thursdays»                     | 4:17         |
| 14.                 | «Bout Whatever» (Young Turk)               | 4:12         |
| 15.                 | «Sick Uncle» (скит)                        | 1:29         |
| 16.                 | «Shoot 1st» (feat. Paparue)                | 5:01         |
| 17.                 | «Too Hot»                                  | 4:55         |
| Общая длительность: | Общая длительность:                        | 70:11        |

## Позиции в чартах

### Еженедельные чарты
| Чарт (1999)                            | Высшая позиция |
| -------------------------------------- | -------------- |
| США (Billboard 200)                    | 5              |
| США (Billboard Top R&B/Hip-Hop Albums) | 1              |

### Годовые чарты
| Чарт (1999)                            | Позиция |
| -------------------------------------- | ------- |
| США (Billboard 200)                    | 108     |
| США (Billboard Top R&B/Hip-Hop Albums) | 26      |

| Чарт (2000)                            | Позиция |
| -------------------------------------- | ------- |
| США (Billboard 200)                    | 194     |
| США (Billboard Top R&B/Hip-Hop Albums) | 69      |